# Mỹ Phương
Mỹ Phương là một xã thuộc huyện Ba Bể, tỉnh Bắc Kạn, Việt Nam.

## Địa lý
Xã Mỹ Phương có vị trí địa lý:
- Phía bắc giáp xã Chu Hương
- Đông giáp huyện Ngân Sơn
- Phía nam giáp huyện Bạch Thông
- Phía tây giáp xã Đồng Phúc.

Xã Mỹ Phương có diện tích 57,03 km², dân số năm 2019 là 3.446 người, mật độ dân số đạt 60 người/km².
Xã có tỉnh lộ 258 đi qua địa bàn, nối với thị trấn Phủ Thông của huyện Bạch Thông.
Xã có khá nhiều khe suối lớn nhỏ như: suối Bản Hậu, suối Cốc Sâu, Khuổi Phiên, Khuổi Nùng, suối Thạch Khuất thuộc thượng nguồn sông Hà Hiệu.

## Hành chính
Xã Mỹ Phương được chia thành 14 bản: Hậu, Nà Phiêng, Phiêng phường, Thạch Ngoã 1, Thạch Ngoã 2, Khuổi Sliến, Nà Lầu, Bjoóc Ve, Pùng Chằm, Vằng Kheo, Khuổi Lùng, Nà Cà, Nà Ngò, Cốc Muồi, Khuổi Khún, Cốc Sâu.